# Liste der Kulturdenkmäler in Einhausen (Hessen)
Die folgende Liste enthält die in der Denkmaltopographie ausgewiesenen Kulturdenkmäler auf dem Gebiet  der Gemeinde Einhausen, Bergstraße, Hessen.
Hinweis: Die Reihenfolge der Denkmäler in dieser Liste orientiert sich zunächst an Ortsteilen und anschließend der Anschrift, alternativ ist sie auch nach der Bezeichnung, der vom Landesamt für Denkmalpflege vergebenen Nummer oder der Bauzeit sortierbar.
Kulturdenkmäler werden fortlaufend im Denkmalverzeichnis des Landes Hessen durch das Landesamt für Denkmalpflege Hessen auf Basis des Hessischen Denkmalschutzgesetzes (HDSchG) geführt. Die Schutzwürdigkeit eines Kulturdenkmals hängt nicht von der Eintragung in das Denkmalverzeichnis des Landes Hessen oder der Veröffentlichung in der Denkmaltopographie ab.

Die bisher bekannten Bau- und Kunstdenkmäler hat das Landesamt für Denkmalpflege Hessen in sogenannten Arbeitslisten erfasst. Den Arbeitslisten liegen Erkenntnisse aus Akten, Ortsbegehungen und Denkmalinventaren, jedoch keine neuere systematische Forschung, zugrunde. Die Benehmensherstellung mit der Gemeinde gemäß § 11 Abs. 1 HDSchG ist noch nicht erfolgt.
Das Vorhandensein oder Fehlen eines Objekts in dieser Liste ist keine rechtsverbindliche Auskunft darüber, ob es Kulturdenkmal ist oder nicht: Diese Liste entspricht möglicherweise nicht dem aktuellen Stand der offiziellen Denkmaltopographie. Diese ist für Hessen in den entsprechenden Bänden der Denkmaltopographie Bundesrepublik Deutschland und im Internet unter DenkXweb – Kulturdenkmäler in Hessen einsehbar. Auch diese Quellen sind, obwohl sie durch das Landesamt für Denkmalpflege Hessen aktualisiert werden, nicht immer aktuell, da es im Denkmalbestand immer wieder Änderungen gibt.
Eine verbindliche Auskunft erteilt allein das Landesamt für Denkmalpflege Hessen.
Nutze diese Kartenansicht, um Koordinaten in der Liste zu setzen. In dieser Kartenansicht sind Kulturdenkmale ohne Koordinaten mit einem roten bzw. orangen Marker dargestellt und können in der Karte gesetzt werden. Kulturdenkmale ohne Bild sind mit einem blauen bzw. roten Marker gekennzeichnet, Kulturdenkmale mit Bild mit einem grünen bzw. orangen Marker.

## Kulturdenkmäler nach Gemarkungen

### Groß-Hausen
| Bild                  | Bezeichnung                                          | Lage                                                                | Beschreibung | Bauzeit | Objekt-Nr. |
| --------------------- | ---------------------------------------------------- | ------------------------------------------------------------------- | ------------ | ------- | ---------- |
| Bild gesucht BW       | Gesamtanlage Hauptstraße                             | Hauptstraße 51–53, 55–58, 60, 62, 64, 66 Lage                       |              |         | 136227 DDB |
| weitere Bilder        | Ehemaliges Hofgut Jägersburg (alte Oberförsterei)    | Außerhalb 6, Gasthaus Jägersburg/L3111 LageFlur: 33, Flurstück: 1/1 |              | 1713    | 136076 DDB |
| weitere Bilder        | Forsthaus Schwanheim                                 | Außerhalb 7 LageFlur: 15, Flurstück: 5/2                            |              |         | 136162 DDB |
|                       |                                                      | Bensheimer Straße 2 LageFlur: 1, Flurstück: 40/4                    |              |         | 136069 DDB |
| Gefallenen-Ehrenmal   | Friedhof                                             | Friedhofstraße 25 LageFlur: 1, Flurstück: 862                       |              |         | 136218 DDB |
| Gefallenen-Ehrenmal   | Gefallenen-Ehrenmal                                  | Hauptstraße LageFlur: 1, Flurstück: 18                              |              |         | 136163 DDB |
| weitere Bilder        |                                                      | Hauptstraße 6 LageFlur: 1, Flurstück: 5/1                           |              |         | 136070 DDB |
| Sachteil Pinienzapfen | Sachteil Pinienzapfen                                | Hauptstraße 8 LageFlur: 1, Flurstück: 7/2                           |              |         | 136219 DDB |
|                       |                                                      | Hauptstraße 14 LageFlur: 1, Flurstück: 10/2                         | Ziehbrunnen  |         | 136221 DDB |
|                       |                                                      | Hauptstraße 20 LageFlur: 1, Flurstück: 14/1                         |              |         | 136220 DDB |
|                       |                                                      | Hauptstraße 31 LageFlur: 1, Flurstück: 124/3                        |              |         | 136071 DDB |
|                       |                                                      | Hauptstraße 34 LageFlur: 1, Flurstück: 138                          |              |         | 136072 DDB |
|                       |                                                      | Hauptstraße 38 LageFlur: 1, Flurstück: 140/2                        |              |         | 136073 DDB |
|                       |                                                      | Hauptstraße 51 LageFlur: 1, Flurstück: 161/2                        |              |         | 136074 DDB |
|                       |                                                      | Hauptstraße 56 LageFlur: 1, Flurstück: 189/4                        |              |         | 136222 DDB |
|                       |                                                      | Hauptstraße 57 LageFlur: 1, Flurstück: 165                          |              |         | 136075 DDB |
| Bild gesucht BW       |                                                      | Hauptstraße 62 LageFlur: 1, Flurstück: 194/1                        |              |         | 136223 DDB |
|                       |                                                      | Hauptstraße 65 LageFlur: 1, Flurstück: 210/1                        |              |         | 136224 DDB |
|                       |                                                      | Hauptstraße 70a LageFlur: 1, Flurstück: 197/1                       |              |         | 136226 DDB |
| Bild gesucht BW       | Flugplatz Biblis (Reste der Hallen, Fundamente etc.) | Hegen LageFlur: 19, 20, 21, Flurstück: 1                            |              |         | 136216 DDB |
| Schulerisches Hofgut  | Schulerisches Hofgut                                 | Ludwig-Jahn-Straße 15 LageFlur: 4, Flurstück: 21                    |              |         | 136160 DDB |
|                       |                                                      | Schwanheimer Straße 1 LageFlur: 1, Flurstück: 39/5                  |              |         | 136217 DDB |
| Gedenkkreuz           | Gedenkkreuz                                          | Verbotene Heck LageFlur: 29, Flurstück: 1                           |              |         | 136215 DDB |

### Klein-Hausen
| Bild           | Bezeichnung                                                      | Lage                                                 | Beschreibung | Bauzeit | Objekt-Nr. |
| -------------- | ---------------------------------------------------------------- | ---------------------------------------------------- | ------------ | ------- | ---------- |
| weitere Bilder | Friedhofsmauer, Friedhofskreuz, Gefallenenehrenmal, Ehrengrabmal | Außerhalb 2 LageFlur: 1, Flurstück: 441/4            |              |         | 136167 DDB |
| Kreuz          | Kreuz                                                            | Im Lichten Flecken LageFlur: 1, Flurstück: 1336/1    |              |         | 136165 DDB |
|                |                                                                  | Josefstraße 4 LageFlur: 1, Flurstück: 73/1           |              |         | 136078 DDB |
|                |                                                                  | Ludwigstraße 2 LageFlur: 1, Flurstück: 124           |              |         | 136079 DDB |
|                |                                                                  | Ludwigstraße 17 LageFlur: 1, Flurstück: 109/3        |              |         | 136080 DDB |
|                |                                                                  | Ludwigstraße 18 LageFlur: 1, Flurstück: 140/4        |              |         | 136081 DDB |
| Marktkreuz     | Marktkreuz                                                       | Marktplatz LageFlur: 1, Flurstück: 779/2             |              |         | 136166 DDB |
|                |                                                                  | Marktplatz 1 LageFlur: 1, Flurstück: 122/3           |              |         | 136228 DDB |
| Altes Rathaus  | Altes Rathaus                                                    | Marktplatz 5a LageFlur: 1, Flurstück: 120/6          |              |         | 136161 DDB |
| weitere Bilder | Katholische Kirche St. Michael                                   | Mathildenstraße 2 LageFlur: 1, Flurstück: 371        |              |         | 136077 DDB |
|                |                                                                  | Mathildenstraße 5 LageFlur: 1, Flurstück: 367/2      |              |         | 136082 DDB |
|                |                                                                  | Mathildenstraße 37 LageFlur: 1, Flurstück: 500/4     |              |         | 136084 DDB |
|                |                                                                  | Mathildenstraße 43 LageFlur: 1, Flurstück: 495       |              |         | 136229 DDB |
| Kreuz          | Kreuz                                                            | Mathildenstraße 61 LageFlur: 1, Flurstück: 482       |              |         | 136164 DDB |
| Wegekreuz      | Wegekreuz                                                        | Rheinstraße LageFlur: 1, Flurstück: 782/19           |              |         | 136088 DDB |
|                |                                                                  | Rheinstraße 9 LageFlur: 1, Flurstück: 134/9          |              |         | 136085 DDB |
|                |                                                                  | Rheinstraße 23b LageFlur: 1, Flurstück: 71/2         |              |         | 136086 DDB |
|                |                                                                  | Rheinstraße 31 LageFlur: 1, Flurstück: 68/1          |              |         | 136230 DDB |
|                |                                                                  | Rheinstraße 32 LageFlur: 1, Flurstück: 9             |              |         | 136087 DDB |
|                |                                                                  | Schulstraße 2/4 LageFlur: 1, Flurstück: 369/1, 370/5 |              |         | 136231     |
|                |                                                                  | Waldstraße 23 LageFlur: 1, Flurstück: 220            |              |         | 136232 DDB |